# Episodi di Boston Legal (seconda stagione)
Negli Stati Uniti, la seconda stagione della serie televisiva Boston Legal è stata trasmessa dal 27 settembre 2005 al 16 maggio 2006.
In Italia, la seconda stagione è stata trasmessa in prima visione assoluta dal 14 febbraio al 9 maggio 2007 su Fox Crime.
Monica Potter e Rhona Mitra, nel cast degli interpreti principali della prima stagione, nella seconda sono invece accreditate come special appearances.
| nº | Titolo originale            | Titolo italiano           | Prima TV USA      | Prima TV Italia  |
| -- | --------------------------- | ------------------------- | ----------------- | ---------------- |
| 1  | The Black Widow             | La vedova nera            | 27 settembre 2005 | 14 febbraio 2007 |
| 2  | Schadenfreude               | Un ragionevole dubbio     | 4 ottobre 2005    | 14 febbraio 2007 |
| 3  | Finding Nimmo               | I salmoni del Pacifico    | 11 ottobre 2005   | 21 febbraio 2007 |
| 4  | A Whiff and a Prayer        | Memoria del passato       | 18 ottobre 2005   | 21 febbraio 2007 |
| 5  | Men to Boys                 | Uomini                    | 25 ottobre 2005   | 28 febbraio 2007 |
| 6  | Witches of Mass Destruction | Il soldato Elliott        | 1º novembre 2005  | 28 febbraio 2007 |
| 7  | Truly, Madly, Deeply        | Ci vuole coraggio         | 8 novembre 2005   | 7 marzo 2007     |
| 8  | Ass Fat Jungle              | Terrori notturni          | 15 novembre 2005  | 7 marzo 2007     |
| 9  | Gone                        | Un esercito di poveri     | 6 dicembre 2005   | 14 marzo 2007    |
| 10 | Legal Deficits              | Una truffa legale         | 13 dicembre 2005  | 14 marzo 2007    |
| 11 | The Cancer Man Can          | La vita è breve           | 10 gennaio 2006   | 21 marzo 2007    |
| 12 | Helping Hands               | Incapace di intendere     | 17 gennaio 2006   | 21 marzo 2007    |
| 13 | Too Much Information        | Fuga di notizie           | 24 gennaio 2006   | 28 marzo 2007    |
| 14 | Breast In Show              | Uscita di scena           | 7 febbraio 2006   | 28 marzo 2007    |
| 15 | Smile                       | Privato o pubblico        | 14 febbraio 2006  | 4 aprile 2007    |
| 16 | Live Big                    | Pietà sospetta            | 21 febbraio 2006  | 4 aprile 2007    |
| 17 | ... There's Fire            | Crane contro Crane        | 28 febbraio 2006  | 11 aprile 2007   |
| 18 | Shock and Oww!              | Elettroshock              | 7 marzo 2006      | 11 aprile 2007   |
| 19 | Stick It                    | Errori in buona fede      | 14 marzo 2006     | 18 aprile 2007   |
| 20 | Chitty Chitty Bang Bang     | A volte ritornano         | 21 marzo 2006     | 18 aprile 2007   |
| 21 | Word Salad Days             | Insalata di parole        | 28 marzo 2006     | 25 aprile 2007   |
| 22 | Ivan the Incorrigible       | In nome del figlio        | 18 aprile 2006    | 25 aprile 2007   |
| 23 | Race Ipsa                   | Spari e baci              | 25 aprile 2006    | 2 maggio 2007    |
| 24 | Deep End of the Poole       | Il bersaglio del successo | 2 maggio 2006     | 2 maggio 2007    |
| 25 | Squid Pro Quo               | Il risarcimento           | 9 maggio 2006     | 9 maggio 2007    |
| 26 | Spring Fever                | La promessa               | 16 maggio 2006    | 9 maggio 2007    |
| 27 | BL: Los Angeles             | L'amicizia vera           | 16 maggio 2006    | 9 maggio 2007    |

## La vedova nera
- Titolo originale: The Black Widow
- Diretto da: Oz Scott
- Scritto da: David E. Kelley

### Trama
Alan Shore, assistito da Denny Crane e Brad Chase, difende l'affascinante Kelly Nolan, accusata di aver avvelenato il ricco e anziano marito e già condannata dai media, che la dipingono come una spietata "vedova nera". Subentrato al precedente difensore a pochi giorni dal processo, Alan cerca di ottenere prima un rinvio, poi un trasferimento di sede, ma entrambe le istanze vengono respinte dal giudice, che anzi lo condanna per oltraggio alla corte per i suoi atteggiamenti provocatori.
Denise Bauer, assistita dai giovani Garrett Wells e Sara Holt, rappresenta l'imprenditore Walter Edmunds, querelato da un dipendente ebreo per aver tentato di imporre la religione cristiana sul luogo di lavoro, attraverso canti religiosi e letture della Bibbia. Mentre Denise appare distratta dal proprio divorzio in corso, Garrett riesce ad esporre in modo brillante, attraverso un montaggio video di discorsi di presidenti e personalità dello spettacolo, il concetto che mai come ora gli Stati Uniti siano una nazione cristiana.
Shirley Schmidt e Tara Wilson difendono un affermato chirurgo, il Dottor Carter, accusato di molestie sessuali dalla violoncellista muta Mary Bradley. La presunta vittima è rappresentata dall'inglese Malcolm Holmes, mentore ed ex amante di Tara. Malgrado un'originale strategia processuale, Malcolm perde il confronto con Tara, ma conquista la possibilità di uscire a cena con lei.
- Altri interpreti: Rhona Mitra (Tara Wilson), Betty White (Catherine Piper), Rupert Everett (Malcolm Holmes), Heather Locklear (Kelly Nolan), Shawn Christian (Tim Bauer), Leslie Jordan (Bernard Ferrion), Gregory Itzin (A.D.A. Todd Milken), Randy Oglesby (Walter Edmunds), Richard Portnow (Giudice Peter Harding), James Eckhouse (Dr. Adam Carter), Ellen Crawford (Frances Stadler), Jennifer Kuhn (Mary Bradley), Marty Belafsky (Joshua Abrams), Fred Meyers (Willis Berger), Anthony Heald (Giudice Harvey Cooper)

## Un ragionevole dubbio
- Titolo originale: Schadenfreude
- Diretto da: Arlene Sanford
- Scritto da: David E. Kelley

### Trama
- Altri interpreti: Monica Potter (Lori Colson), Rhona Mitra (Tara Wilson), Betty White (Catherine Piper), Rupert Everett (Malcolm Holmes), Heather Locklear (Kelly Nolan), Shawn Christian (Tim Bauer), Leslie Jordan (Bernard Ferrion), Gregory Itzin (A.D.A. Todd Milken), Kurt Fuller (Reverendo Donald Diddum), Francesca P. Roberts (Giudice Jamie Atkinson), Vic Polizos (Detective Frank Richmond), Ellen Crawford (Frances Stadler), Paul Perri (Ronald Emmerich), Helen Eigenberg (Avvocato Tompkins), Russell Andrews (Johnny Damon), Anthony Heald (Giudice Harvey Cooper)

## I salmoni del Pacifico
- Titolo originale: Finding Nimmo
- Diretto da: Mike Listo
- Scritto da: David E. Kelley

### Trama
- Altri interpreti: Monica Potter (Lori Colson), Rhona Mitra (Tara Wilson), Betty White (Catherine Piper), Shawn Christian (Tim Bauer), Kurt Fuller (Reverendo Donald Diddum), Leslie Jordan (Bernard Ferrion), H. Richard Greene (Giudice Harry Hingham), Jeremy Davidson (Peter Barrett), Lisa Kaminir (D.A. Valerie Murrow), John Thaddeus (Detective John Stephenson), J. Patrick McCormack (Giudice Sean O'Byrne)

## Memoria del passato
- Titolo originale: A Whiff and a Prayer
- Diretto da:
- Scritto da:

### Trama
- Altri interpreti: Betty White (Catherine Piper), Kurt Fuller (Reverendo Donald Diddum), H. Richard Greene (Giudice Harry Hingham), William Russ (A.D.A. Christopher Palmer), Ryan Cutrona (Deputato Raymond Jacobs), John Thaddeus (Detective John Stephenson), Lisa Kaminir (D.A. Valerie Murrow), Michael Bryan French (Alex Naughton)

## Uomini
- Titolo originale: Men to Boys
- Diretto da: Mike Listo
- Scritto da: David E. Kelley

### Trama
- Altri interpreti: Monica Potter (Lori Colson), Betty White (Catherine Piper), Tamara Feldman (Cassie), Mark Derwin (Avvocato Michael Eaves), Cristine Rose (Meredith Waters), Bert Rosario (Jose Pitino), Bob Morrisey (Dr. Joshua Forbes)

## Il soldato Elliott
- Titolo originale: Witches of Mass Destruction
- Diretto da:
- Scritto da:

### Trama
- Altri interpreti: Henry Gibson (Giudice Clark Brown), Tamara Feldman (Cassie),	Andy Umberger (Avvocato Morrison), Zach Grenier	(Avvocato dell'Esercito Chris Randolph), Johnny Sneed (Sam Sawtelle), Stephanie Venditto (Evelyn Sawtelle), Matt Champagne (Bob Mathias), Marietta DePrima (Grace Mathias), Derrex Brady (Caporale Brian Webb), Michael Ensign (Giudice Paul Resnick), David Lee Russek (Sergente Jason Hendler), Jayne Taini (Preside Berleth)

## Ci vuole coraggio
- Titolo originale: Truly, Madly, Deeply
- Diretto da:
- Scritto da:

### Trama
- Altri interpreti: Marisa Coughlan (Melissa Hughes), Henry Gibson (Giudice Clark Brown), Susan Ruttan (Jeanie Biddle), Lisa Banes (Attorney Kimberly Mellon), Francesca P. Roberts (Giudice Jamie Atkinson), Austin Tichenor (Sceriffo Stepcoe), Joel McKinnon Miller (Robert Berrin / Zozo il Clown), Pat Skipper (Attorney Michael Roker), Marc Vann (D.A. Scott Berger), Jon Sklaroff (Ronald Jessel), Anthony Heald (Giudice Harvey Cooper), Michael McKean (Dwight Biddle), Larry King (se stesso)

## Terrori notturni
- Titolo originale: Ass Fat Jungle
- Diretto da: Ron Underwood
- Scritto da: Janet Leahy e Phoef Sutton

### Trama
- Altri interpreti: Marisa Coughlan (Melissa Hughes), Alice Drummond (Lydia Tuffalo), Richard Riehle (Dr. Barry Glouberman), Stacy Edwards (D. A. Chelios), Julie Claire (Kiersten Blau), Kristin Bauer (Tori Pines), Lily Knight (Helen Gershen), Edward Edwards (Ronald Matheny), Jesse D. Goins (Dr. Marks)

## Un esercito di poveri
- Titolo originale: Gone
- Diretto da: Mel Damski
- Scritto da: David E. Kelley e Jonathan Shapiro (soggetto), David E. Kelley (sceneggiatura)

### Trama
- Altri interpreti: Michael Kenneth Williams (Randall Kirk), Steve Ryan (Agente speciale Kevin Drummond), Richard Fancy (Padre Michael Ryan), Jill Brennan (Gracie Jane), Dianna Miranda (Helena Perez), Billy Mayo (Detective Sean Wilkins), Patrick Renna (Warren Peters), Lou Volpe (Dominic Martini)

## Una truffa legale
- Titolo originale: Legal Deficits
- Diretto da: Mike Listo
- Scritto da: David E. Kelley e Lawrence Broch

### Trama
- Altri interpreti: Marisa Coughlan (Melissa Hughes), Henry Gibson (Giudice Clark Brown), Currie Graham (Sostituto Procuratore Distrettuale Frank Ginsberg), Christian Clemenson (Jerry Espenson), Christopher Rich (Attorney Melvin Palmer), Richard Fancy (Padre Michael Ryan), Juan García (Detective Perry Vale), Dianna Miranda (Helena Perez)

## La vita è breve
- Titolo originale: The Cancer Man Can
- Diretto da: Lou Antonio
- Scritto da: Janet Leahy e Michael Reisz

### Trama
- Altri interpreti: Michael J. Fox (Daniel Post), Marisa Coughlan (Melissa Hughes), Christian Clemenson (Jerry Espenson), Erica Gimpel (Attorney Samantha Fried), Larry Cedar (Robert Hopper), Art Chudabala (Peter Clark), Eric Payne (Mark Halpern), Joanna Cassidy (Beverly Bridge)

## Incapace di intendere
- Titolo originale: Helping Hands
- Diretto da: Bill D'Elia
- Scritto da: Phoef Sutton e Andrew Kreisberg

## Fuga di notizie
- Titolo originale: Too Much Information
- Diretto da: Steve Robin
- Scritto da: Andrew Kreisberg e Lawrence Broch

## Uscita di cena
- Titolo originale: Breast In Show
- Diretto da: Arlene Sanford
- Scritto da: Phoef Sutton e Michael Reisz

## Privato o pubblico
- Titolo originale: Smile
- Diretto da: Robert Yannetti
- Scritto da: Corinne Brinkerhoff

## Pietà sospetta
- Titolo originale: Live Big
- Diretto da: Bill D'Elia
- Scritto da: David E. Kelley

## Crane contro Crane
- Titolo originale: ... There's Fire
- Diretto da: Mike Listo
- Scritto da: Janet Leahy e Lawrence Broch

## Elettroshock
- Titolo originale: Shock and Oww!
- Diretto da: Jeff Bleckner
- Scritto da: Phoef Sutton, Sanford Golden e Karen Wyscarver

## Errori in buona fede
- Titolo originale: Stick It
- Diretto da: Adam Arkin
- Scritto da: David E. Kelley e Janet Leahy

## A volte ritornano
- Titolo originale: Chitty Chitty Bang Bang
- Diretto da: Ellie Kanner
- Scritto da: Janet Leahy, Phoef Sutton, Sanford Golden e Karen Wyscarver (soggetto); Janet Leahy e Lawrence Broch (sceneggiatura)

### Trama
- Altri interpreti: Matt Malloy (Donald Wharton)

## Insalata di parole
- Titolo originale: Word Salad Days
- Diretto da: Jeannot Szwarc
- Scritto da: Michael Reisz, Sanford Golden e Karen Wyscarver

## In nome del figlio
- Titolo originale: Ivan the Incorrigible
- Diretto da: Robertob Yannetti
- Scritto da: Phoef Sutton e Andrew Kreisberg

## Spari e baci
- Titolo originale: Race Ipsa
- Diretto da: Lou Antonio
- Scritto da: David E. Kelley

## Il bersaglio del successo
- Titolo originale: Deep End of the Poole
- Diretto da: Jeff Bleckner
- Scritto da: Michael Reisz e Andrew Kreisberg

## Il risarcimento
- Titolo originale: Squid Pro Quo
- Diretto da: James Bagdonas
- Scritto da: Janet Leahy e Lawrence Broch

## La promessa
- Titolo originale: Spring Fever
- Diretto da: Mike Listo
- Scritto da: Courtney Flavin, Janet Leahy e Andrew Kreisberg (soggetto); Janet Leahy e Andrew Kreisberg (sceneggiatura)

## L'amicizia vera
- Titolo originale: BL: Los Angeles
- Diretto da: Bill D'Elia
- Scritto da: Lawrence Broch e Michael Reisz